# Łukasz Ozdarski
Łukasz Ozdarski (ur. 15 stycznia 1994) – polski lekkoatleta specjalizujący się w biegach sprinterskich.
W 2013 został wicemistrzem Europy juniorów w sztafecie 4 × 400 metrów. 
Medalista halowych mistrzostw Polski juniorów i juniorów młodszych.
Rekordy życiowe: bieg na 400 metrów – 47,23 (24 czerwca 2016, Bydgoszcz).  

## Osiągnięcia
| Rok  | Impreza                     | Miejsce | Konkurencja        | Pozycja    | Wynik   |
| ---- | --------------------------- | ------- | ------------------ | ---------- | ------- |
| 2013 | Mistrzostwa Europy juniorów | Rieti   | sztafeta 4 x 400 m | 2. miejsce | 3:05,07 |